# Влардинген

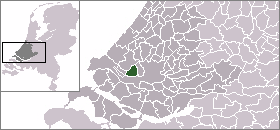
Расположение общины Влардинген на карте Нидерландов

Влардинген (нидерл. Vlaardingen) — город и община в Нидерландах.

## География и хозяйство
Влардинген расположен на юго-западе Нидерландов, в провинции Южная Голландия. Город лежит на северной стороне канала Ньиве-Ватервег, соединяющего Северное море и Роттердам. Через Влардинген проходят железнодорожная линия от города Хук-ван-Холланд к Роттердаму и автомагистраль от Роттердама к Европорту.
Влардинген за последние 50-60 лет, благодаря близости к роттердамскому порту, превратился в крупный индустриальный центр. Здесь расположены предприятия машиностроения и металлообработки, химической индустрии, крупные фирмы, занимающиеся транспортом и логистикой.

## История
Первые поселения в районе нынешнего Влардингена появились в эпоху неолита, между 3.500 и 2.500 годами до н. э. (культура Флаардинген). Около 800 года тут распространяет среди фризов христианство святой Виллиброрд. В 1018 году граф Голландии Дирк III строит на месте Влардингена крепость и таможню. К 1250 году болотистые городские окрестности были осушены. В 1273 году Влардинген получает права города и с тех пор вплоть до середины XX столетия главным источником городских доходов была большая рыболовецкая гавань. В настоящее время во Влардингене создано множество промышленных предприятий, обслуживающих роттердамский порт.

## Города-партнёры
- Моравска-Тршебова